# Goncourt
Goncourt ist eine französische Ortschaft im Département Haute-Marne in der Verwaltungsregion Grand Est. Die bisher eigenständige Gemeinde wurde durch ein Dekret vom 18. September 2018 mit Wirkung vom 1. Januar 2019 nach Bourmont-entre-Meuse-et-Mouzon eingemeindet. Seither ist sie eine Commune déléguée.
Goncourt liegt an der oberen Maas. Nachbarorte sind Liffol-le-Petit im Nordwesten, Harréville-les-Chanteurs im Norden, Sartes im Nordosten, Sommerécourt im Osten, das bisherige Terrain der Commune nouvelle Bourmont-entre-et-Mouzon im Süden, Illoud im Südwesten und Chalvraines im Westen.

## Bevölkerungsentwicklung
| Jahr      | 1962 | 1968 | 1975 | 1982 | 1990 | 1999 | 2008 | 2015 |
| --------- | ---- | ---- | ---- | ---- | ---- | ---- | ---- | ---- |
| Einwohner | 417  | 382  | 338  | 314  | 297  | 317  | 308  | 264  |

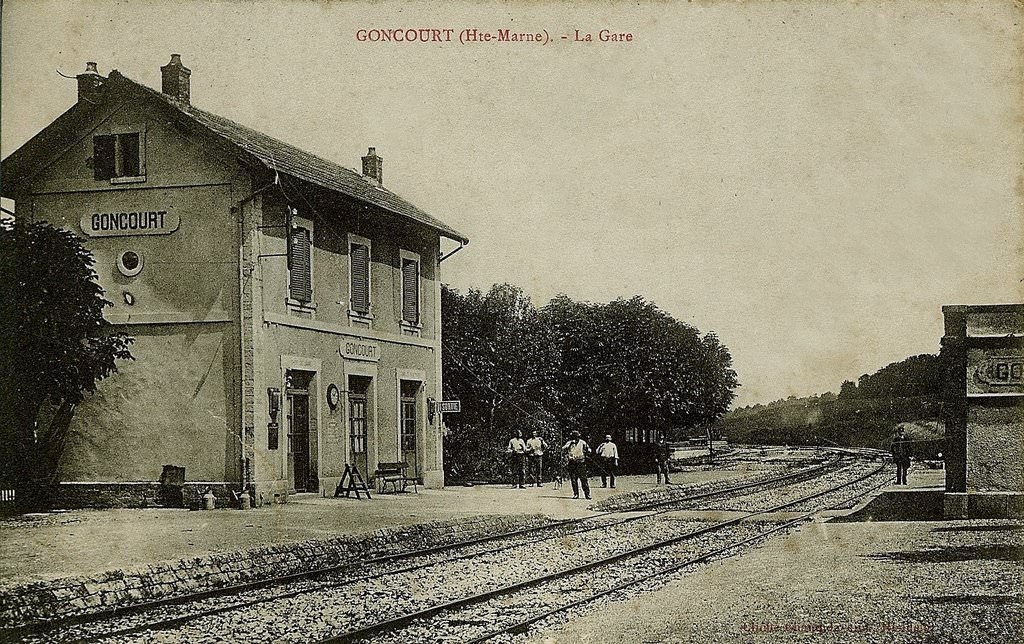
Alte Postkarte des ehemaligen Bahnhofes Goncourt.
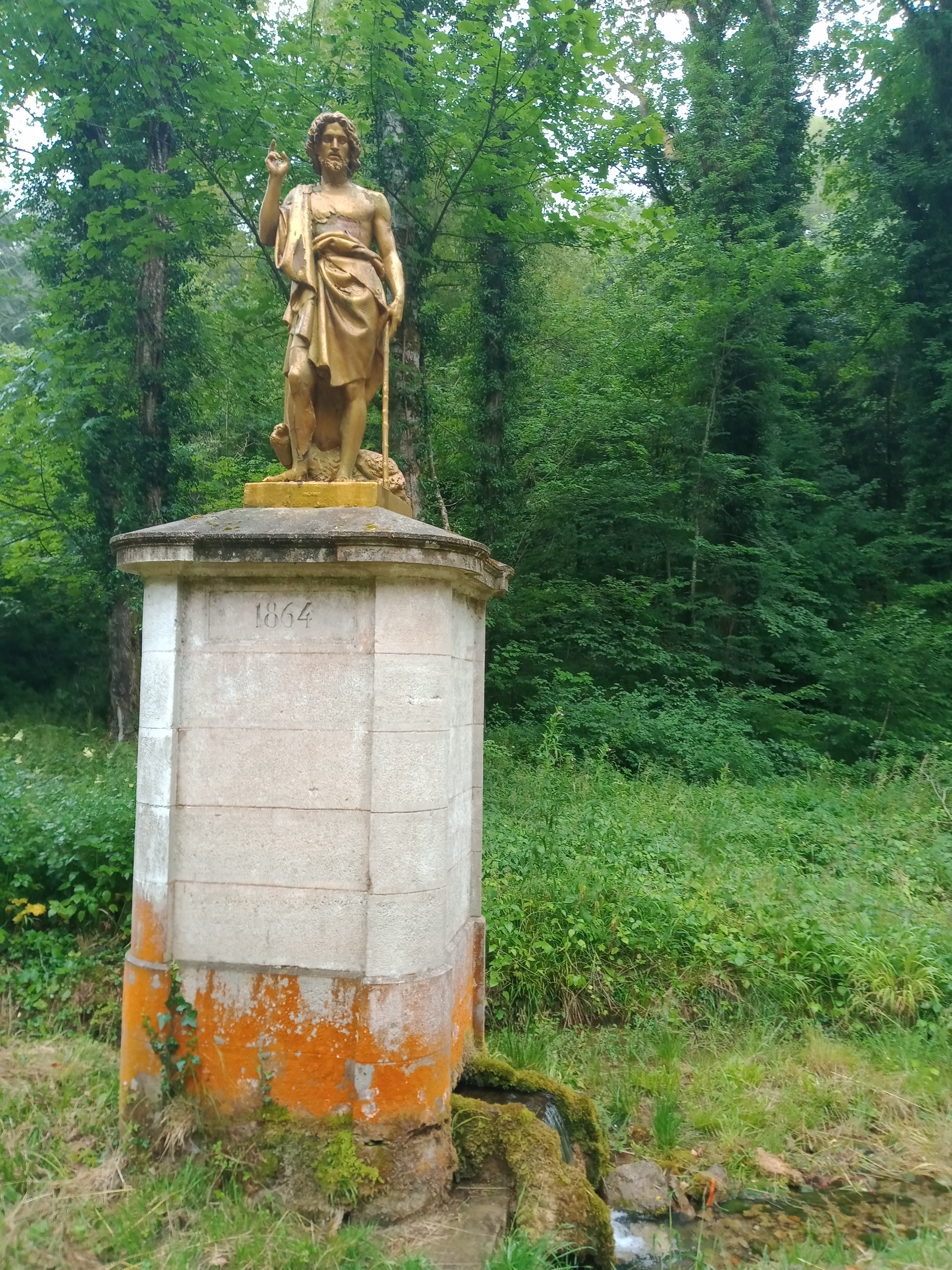
Johannes der Täufer Quelle